# Camp Columbia State Park/State Forest
Camp Columbia State Park/State Forest ist ein State Forest, mit einem State Park als Naherholungsgebiet, im US-Bundesstaat Connecticut auf dem Gebiet der Gemeinde Morris in Litchfield County. Das Areal war früher der landwirtschaftliche Campus der ingenieurwissenschaftlichen Fakultät der Columbia University.
Der Großteil des Anwesens wurde als State Forest ausgewiesen. Ein Teil des Geländes am Ufer Bantam Lake mit den ehemaligen Universitäts-Gebäuden wurde als State Historic Park definiert.

## Geographie
Der Park grenzt mit seinem nördlichen Teil, nördlich der 109 an das Südufer des Bantam Lake. Dort befindet sich der State Historic Park. Er erstreckt sich auf eine Fläche von 4 ha. Ein Landstreifen zieht sich nach Süden, wo sich südlich der 109 die größte Parzelle des State Forest mit insgesamt 239 ha (591 acre) erstreckt. Unmittelbar angrenzend liegt unter anderem das Camp Awosting for Boys. Weiter nördlich am Seeufer des Bantam Lake liegt der No Mans Land Swamp. Das Gebiet liegt auf ca. 300 m über dem Meer. Der nächstgelegene Stat Park ist der Mount Tom State Park, ca. 5 km weiter westlich. Große Gebiete in direkter Umgebung sind Schutzgebiete der White Memorial Foundation.

## Geschichte
Das Gebiet war bis 1903 hauptsächlich landwirtschaftliche Fläche. Dann wurde es von der Columbia University erworben um den Geodäsie-Studenten in den Ferien die Möglichkeit zu praktischen Feldversuchen zu geben. Daraufhin wurde das Camp bis 1983 genutzt. Während des Zweiten Weltkriegs wurden auf dem Gelände Militärertüchtigungsübungen für Studenten abgehalten, die sich für die Offizierslaufbahn vorbereiteten. Zu den militärischen Übungen gehörten Kampfübungen mit echter Munition und das Graben von Schützengräben. Überreste dieser Gräben lassen sich noch heute ausmachen. Zu den berühmten Persönlichkeiten, die das Gelände besuchten gehört Dwight D. Eisenhower, der wohl auch als Jagdgast da war. 
2000 erwarb der State of Connecticut das Land von der Universität und erklärte es 2004 zum Camp Columbia State Forest and State Historic Park.

## Freizeitaktivitäten
Im Park gibt es über 5 km (3 mile) Wanderwege und es Mountainbike-fahren, Crosscountry-Skilaufen und Schneeschulaufen sind erlaubt. Darüber hinaus bieten sich gute Gelegenheiten zur Vogelbeobachtung und auch Jagen ist im Gelände des State Forest erlaubt.